# 금당전통음식연구원
금당전통음식연구원은 전통사찰음식의 계승‧발전을 통해 우수한 사찰음식 식생활 문화의 확산과 국민 건강증진 및 공동체 실현을 통해 국민의 행복한 삶에 기여할 목적으로 2014년 12월 29일 설립허가된 농림축산식품부 소관의 사단법인이다.